# Jelena Gorčakovová
Jelena Jegorovna Gorčakovová (rusky Елена Егоровна Горчакова; * 17. května 1933 Moskva – 27. ledna 2002 Moskva) byla sovětská oštěpařka, která získala bronzové medaile na olympijských hrách 1952 a 1964. Její bronz z roku 1964 byl zklamáním, když předtím v kvalifikaci ustavila světový rekord, který vydržel osm let.